# Choi Eun-kyung
Choi Eun-kyung (kor. 최은경; ur. 26 grudnia 1984) – południowokoreańska łyżwiarka szybka, specjalizująca się w short tracku, czterokrotna medalistka olimpijska.
Podczas igrzysk w Salt Lake City wystąpiła w czterech konkurencjach. Zdobyła złoty medal w biegu sztafetowym, w którym wystąpiła wraz z Choi Min-kyung, Joo Min-jin i Park Hye-won. W rywalizacji indywidualnej na 1500 metrów zdobyła srebrny medal, przegrywając ze swoją rodaczką – Ko Gi-hyun. W biegu na 500 metrów zajęła siódme, a w biegu na 1000 metrów – szóste miejsce.
Na igrzyskach w Turynie osiągnęła ten sam wynik medalowy. Obroniła, wspólnie z Jeon Da-hye, Jin Sun-yu, Byun Chun-sa i Kang Yun-mi, złoty medal w sztafecie kobiet. Obroniła również tytuł wicemistrzyni olimpijskiej w biegu na 1500 metrów. Ponownie ustąpiła swojej rodaczce – tym razem Jin Sun-yu. W Turynie wystąpiła jeszcze w biegu na 1000 metrów, jednak w finale tej konkurencji została zdyskwalifikowana.